# Заболотцы (Владимирский район)

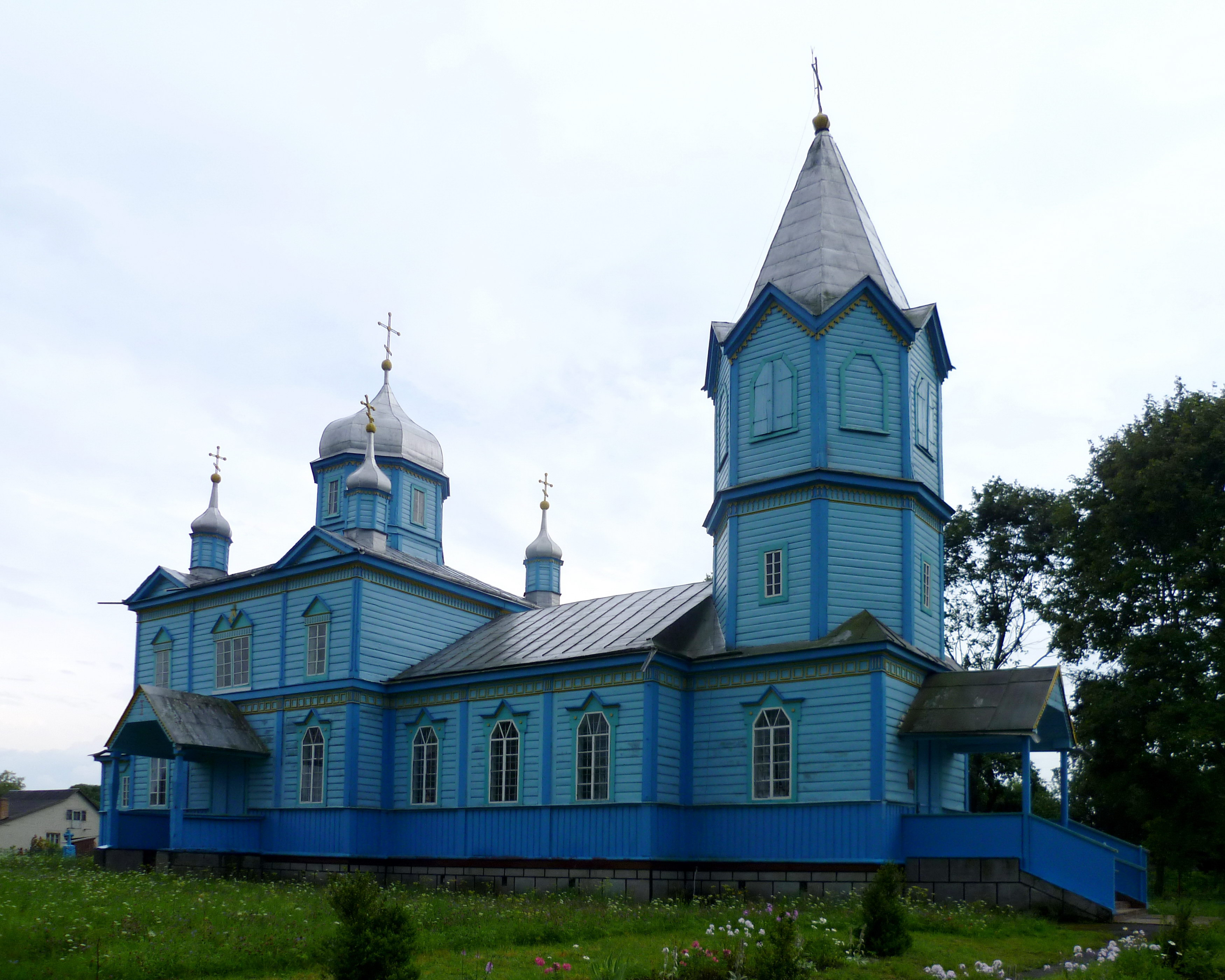
Крестовоздвиженская церковь (1906 г. постройки)

За́болотцы (укр. Заболотці) — село в Литовежской сельской общине Владимирского района Волынской области Украины.
До 2020 года входило в Иваничевский район.
Код КОАТУУ — 0721181801. Население по переписи 2001 года составляет 1027 человек. Почтовый индекс — 45328. Телефонный код — 3372. Занимает площадь 22,4 км².